# Cebrennus rechenbergi
Cebrennus rechenbergi  (лат.) — вид пауков семейства Sparassidae, обитающих в Марокко. Среда обитания — дюны Эрг-Шебби. 
В случае опасности пауки этого вида могут передвигаться кувырком, как гимнасты при перевороте назад. Это единственный известный вид пауков, способный передвигаться таким образом. Открытие этого вида оказало влияние на разработки в области биомиметики и привело к созданию экспериментального робота, передвигающегося подобным образом.